# توول ایگین‌برو
توول ایگین‌برو (دانمارکی: Thorvald Eigenbrod; ۲ دسامبر ۱۸۹۲ – ۵ مهٔ ۱۹۷۷) بازیکن هاکی روی چمن اهل دانمارک بود.